# Sigismund Wilhelm von Gähler
Sigismund Wilhelm von Gähler (* 20. Oktober 1704 in Den Haag; † 28. Dezember 1788 in Altona) war ein dänischer Diplomat und Oberpräsident von Altona.

## Familie
Sigismund Wilhelm von Gähler war ein Sohn von Caspar (von) Gähler (* 1680 in Flensburg; † 19. Dezember 1759 in Schleswig) und dessen Ehefrau Maria Gertrud, geborene Weber (* 1684; † Ende August 1770 in Schleswig). Der Vater war der älteste Sohn des Feldschers Andreas Gähler (1640–1702). Er arbeitete von 1701 bis 1714 als Sekretär des Oberkriegskommissars des dänischen Hilfskorps für England in den Niederlanden. 1730 wurde er Oberkriegsrat und 1738 Generalkriegskommissar in Schleswig und Holstein. 1749 wurde er in den Adelsstand erhoben.
Von Gähler hatte einen Bruder namens Peter Elias von Gähler (1718–1783), der ein dänischer Offizier war. Zu seinen Vettern gehörte Caspar Siegfried Gähler.

## Ausbildung und erste Stellen beim dänischen Staat
Wie von Gähler Kindheit und Jugend verbrachte und ob er eine Ausbildung erhielt, ist nur ungenügend dokumentiert. Im Dezember 1717 schrieb er sich als Jurastudent an der Universität Leiden ein. Gemäß Matrikel war er ein Däne aus Kopenhagen. Nach Studienende versuchte er, offensichtlich für lange Zeit ohne Erfolg, eine Stelle beim dänischen Staat zu bekommen. 1733 reichte er eine erfolglose für eine Stelle des Legationssekretärs in Paris ein. Zu dieser Zeit wohnte er in Schleswig, wo sein Vater wohnte und arbeitete. Offensichtlich ging er davon aus, dass ihn Friedrich Ernst von Brandenburg-Kulmbach fördern würde, der königlicher Statthalter in den Herzogtümern war. Unterstützung bekam er von seiner Nichte Anna Sophie Schack (1703–1762), der er Briefe schrieb, in denen er von näheren Kontakten zu Brandenburg-Kulmbach berichtete und die ihm Geld zur Verfügung stellte.
Von 1734 bis 1736 arbeitete von Gähler als Stabssekretär beim dänischen Hilfskorps in kaiserlichen Diensten in Baden und im Rheinland. Das Korps stand unter der Leitung von Bernhard Joachim von Mörner. 1734/35 hielten sich die Soldaten in Herborn auf und bezogen 1735/36 ein Winterquartier in Lüttich. Anschließend arbeitete er als Sekretär einer Musterungskommission, die die Errichtung einer Landmiliz in den Herzogtümern plante. 1738 wechselte von Gähler in die Zentralverwaltung. Oberkriegssekretär Poul Vendelbo Løvenørn (1686–1740) verhalf ihm zu einer Stelle als Kanzlist in der Kriegskanzlei, in der er den Titel eines „Kanzleirates“ trug. Nach dem Tod seines Protegés 1740 musste er diese, von ihm bevorzugte, Stelle abgeben.
1741 wechselte von Gähler als Stabssekretär zum Hilfskorps in hannöverschen Diensten, das gerade aufgebaut wurde. Während der ersten Hälfte des Jahres hielt er sich in London auf, wo er Verhandlungen über seine Entlohnung führte. Danach reiste er nach Amsterdam, wo er aufgrund der Zahlungsabwicklung einige Monate blieb.
1743 richtete das Generalkommissariat des Heeres ein eigenes Feldkommissariat für Truppen ein, die sich für einen Feldzug gegen Schweden formieren sollten. Von Gähler wurde zu einem von drei Delegierten des Kommissariats ernannt. Die Pläne für den Angriff wurden wenig später gestoppt, was 1744 zur Auflösung des Kommissariats führte. Von Gähler erhielt daraufhin Wartegeld und wurde im Oktober des Folgejahres Angestellter seines Vaters. Caspar von Gähler sollte seinen Sohn darauf vorbereiten, ihn selbst vertreten zu können. Aus diesem Grund wurde Sigismund von Gähler 1747 zum Generalkriegskommissar ernannt.
Während der Anstellung bei seinem Vater lebte von Gähler wahrscheinlich größtenteils in Augustenborg. Er war wiederholt im Ausland tätig, so 1748 und 1749 in den Niederlanden und am preußischen Hof zu Berlin. Im September 1751 erhielt er von Christian August von Berkentin, der übergangsweise die Deutschen Kanzlei leitete, den komplizierten Auftrag, Beziehungen zum Osmanischen Reich herzustellen. Dieses Vorhaben stand in Verbindung mit Bestrebungen, dänischen Handel über See anzubahnen und ihn durch diplomatische Kontakte zu sichern. Johann Sigismund von Schulin hatte das Projekt gestartet, sein Nachfolger Johann Hartwig Ernst von Bernstorff dieses energisch weitergeführt.

## Als Diplomat in Konstantinopel
Von Bernstorff gab von Gähler Anweisungen, mit denen dieser im Frühjahr 1752 über Wien die Türkei und im Juni Konstantinopel erreichte. Die Dänen befürchteten, dass Diplomaten anderer europäischer Länder mit Akkreditierung bei der Hohen Pforte von Gählers Vorhaben stören wollten. Daher gab sich von Gähler als Stallmeister aus, der für das dänische Königshaus Pferde beschaffen sollte. Sein wirkliches Vorhaben konnte er damit nur kurz geheim halten. Im Dezember 1752 ernannte der dänische König von Gähler zum Ministerresidenten in Konstantinopel. In der türkischen Stadt hatte er jahrelang Probleme. Alle andere Diplomaten vor Ort, namentlich der französische Repräsentant, suggerierten nur ihre Unterstützung, gingen aber tatsächlich gegen ihn vor. Trotz zahlreicher Kontakten zu Türken konnte er die wichtigen Personen nicht von einem Vertragsabschluss mit den Dänen überzeugen.
Im Sommer 1756 bahnte sich der Siebenjährige Krieg an; die Franzosen verbündeten sich mit Österreich und Russland, die die größten Feinde der Türken waren. Die Türken intensivierten daraufhin die Verhandlungen mit Dänemark. Im Oktober 1756 vereinbarte von Gähler einen Vertrag, der Freundschaft, Schifffahrt und Handel regelte. Im Februar 1757 wurde er zum außerordentlichen Gesandten ernannt. Danach organisierte er vernetzte Konsulate in den bedeutendsten Handelsplätzen des Osmanischen Reiches.
Neben der Tätigkeit als Diplomat fungierte von Gähler als Generalkriegskommissar. Nach dem Tod seines Vaters Ende 1759 bot ihm von Bernstorff Anfang 1760 die Amtsnachfolge an. Von Gähler wollte aber lieber die Arbeiten in der Türkei fortsetzen und in den Folgejahren den Aufbau des Konsulatswesens beenden. Als der dänische König eine Expedition in den Jemen finanzierte und von Bernstorff diese vorbereitete, nahm von Gähler deren Teilnehmer in Empfang. Danach stellte er den Großteil der Kontakte der Expedition nach Kopenhagen her. Er gab Rat zur geplanten Weiterreise nach Kairo und der Fahrt über das Rote Meer und bemühte sich um die Finanzen. Ein besonderes Vertrauensverhältnis baute er zu Carsten Niebuhr auf, der sich in Konstantinopel krankheitsbedingt fast nur im Haus des Diplomaten aufhielt.
Da sich die Geschäfte der Dänen mit der Levante nicht erfolgreich entwickelten, sagte von Bernstorff Anfang 1764, dass er von Gähler abberufen werde. Aus außenpolitischen Überlegungen tat er dies jedoch erst 1766. Im September desselben Jahres reiste von Gähler ab und erreichte im März 1767 Kopenhagen. Kurz darauf ernannte ihn Henning von Qualen zum Oberpräsidenten von Altona. Dieses Amt hatte er bis Lebensende inne. Während seiner Dienstzeit florierte die Wirtschaft der Stadt aufgrund der politischen Umstände.

## Oberpräsident von Altona
Als Oberpräsident pflegte von Gähler sehr gute Kontakte zu Carl von Hessen und Schatzmeister Heinrich Carl von Schimmelmann. Mit von Schimmelmann bemühte er sich um die wirtschaftliche Unterstützung der Stadt. Gemeinsam mit von Schimmelmann und Peter Matthiesen gehörte er der Direktion eines Königlichen Fischerei- und Handelsinstituts an, dessen Gründung er selbst vorangetrieben hatte. 1771 ließ er eine Münze und eine Zahlenlotterie einrichten. Die wichtigste Initiative war die 1776 gegründete Altonaer Giro- und Leihbank, die nicht der Regierung unterstand. 1788 entstand hieraus die Schleswig-Holsteinische Speciesbank. 1785 unterstützte er zwei Tischler, die vom Zunftzwang freigestellt werden wollten, was beispielhaft für seine wirtschaftspolitische Einstellung war.
1770/71 herrschte Johann Friedrich Struensee kurzzeitig illegitim über den dänischen Gesamtstaat. Gähler kannte Struensee aufgrund dessen kurzen Aufenthalts in Altona, Gählers Bruder Peter Elias hatte maßgeblichen Anteil an der Reform des Heeres. Gähler brachte Struensee Wertschätzung entgegen und schrieb viele Briefe an seinen Bruder, in denen er loyal zur Regierung formulierte und viele Reformen unterstützte. Er selbst beteiligte sich 1771 an der Reform des Christianeums und der zwei Jahre später folgenden „Altonaischen Gymnasienordnung“, die diese kodifizierte.
Von Gähler lehnte das rücksichtslose Vorgehen der neuen Regierenden mit den vorherigen Machthabern ab. Er hielt seine Kontakte zu von Bernstorff, der nach seinem Sturz ab 1772 in Hamburg lebte, bei und verärgerte damit die Politiker in Kopenhagen. Während sein Bruder seine Ämter mit dem Sturz von Struensees verlor, blieb von Gähler selbst im Amt. Im Sommer 1787 bekam er Besuch von Friedrich VI. Dieser reiste als Kronprinz erstmals durch Dänemark und die Herzogtümer und nahm bei von Gähler eine Mahlzeit ein.

## Familie
Von Gähler heiratete 1728 Jeanne Antoinette de la Mare (* um 1710; † 20. Juli 1780 in Altona). Ihr Vater Hieronymus de la Mare († 21. Oktober 1797 in Randers) war ein dänischer Kavallerieoffizier und diente von 1769 bis 1773 für Russland. Ihre Mutter war Lucie Emerenita, geborene von Brockdorff († 1736). Das Paar hatte mindestens zwei Söhne:
- Carl Moritz  (* 1728; † 7. September 1788)
- Caspar Friedrich (* 1737; † 21. Oktober 1798) ⚭ Elisabeth Lucia Christina von Oertzen (* 9. Juli 1758; † 13. Juni 1843)

## Ehrungen
1760 wurde von Gähler zum Konferenzrat ernannt, acht Jahre später zum Geheimen Rat. 1767 wurde er Ritter vom Dannebrog. 1770 erhielt er den Orden de l’union parfaite.